# Florent Pevée
Florent 'Floky' Pevée (Rocourt, 12 januari 1991 – Hasselt, 29 november 2013) was een Belgisch muzikant en student gitaar aan de hogeschool PXL. Pevéé kwam om op de ring van Hasselt, waar hij om nooit opgehelderde redenen 's nachts op de weg lag en werd aangereden door een bus van De Lijn.
Met 'The Powerkrauts' speelde Pevée in 2009 in de finale van Limbomania. Hij kwam bij de band als vervanger voor Jan Straetemans (later bij The Sore Losers). Uit The Powerkrauts ontstond later de Kabul Golf Club. De band besloot na Pevées overlijden te stoppen. Pevée was tevens bassist bij The Rott Childs.
Ter nagedachtenis werd een jaar na zijn overlijden een hommage opgezet. Onder meer Raketkanon, Piquet, The Rott Childs, Drums Are for Parades en Little Trouble Kids speelden op A tribute, in loving memory of Florent Pevée.
Eveneens als eerbetoon werd het album Ceci n'est pas un disque uitgebracht.
Pevée was de vriend van Lien Moris, frontvrouw bij Piquet. Zijn broer Simon drumt bij Polaroid Fiction.

## Discografie
Met Kabul Golf Club:
- Le Bal Du Rat Mort

Met The Rott Childs
- Riches Will Come Thy Way, a Musical
- Alleluia: A Brit Milah in a G Melodic Minor